# Killer Love
Albums de Nicole Scherzinger
Big Fat Lie (2014)
Singles
1. Poison
Sortie : 13 octobre 2010
2. Don't Hold Your Breath
Sortie : 8 février 2011
3. Right There
Sortie : 17 mai 2011
4. Wet
Sortie : 1er août 2011

Killer Love est le premier album studio de la chanteuse américaine Nicole Scherzinger, ancienne membre du groupe des Pussycat Dolls. Il est sorti le 18 mars 2011 chez Interscope Records.
La sortie de l'album fut précédée par celle d'un premier single : Poison. Celui-ci arriva respectivement jusqu'à la troisième et septième place des charts britanniques et irlandais. Il fut suivi par un second single, mis sur le marché quelques jours avant la sortie de l'album, Don't Hold Your Breath, qui réussit à se placer à la première place des charts britanniques et polonais. L'album sera réédité avec le titre Right There (featuring 50 Cent) et 3 titres inédits dont le nouveau single Try With Me.

## Liste des pistes
| 1.    | Poison                                                            | Nicole Scherzinger, RedOne, Bilal Hajji, BeatGeek, AJ Junior, Kinda Hamid                                                     | RedOne, BeatGeek, Jimmy Joker    | 3:47 |
| 2.    | Killer Love                                                       | Scherzinger, RedOne, Hajji, BeatGeek, Junior, Joker                                                                           | RedOne, BeatGeek                 | 3:52 |
| 3.    | Don't Hold Your Breath                                            | Toby Gad, Josh Alexander, Billy Steinberg                                                                                     | Carl Falk, Steve Josefsson, Rami | 3:17 |
| 4.    | Right There                                                       | James Scheffer, Ester Dean, Frank Romano, Daniel Morris                                                                       | Jim Jonsin                       | 4:02 |
| 5.    | You Will Be Loved                                                 | Timothy Thomas, Theron Thomas                                                                                                 | Julian Swirsky                   | 4:16 |
| 6.    | Wet                                                               | Tor E. Hermansen, Mikkel S. Eriksen, Sandy Wilhelm, Dean, Traci Hale                                                          | StarGate, Sandy Vee              | 3:37 |
| 7.    | Say Yes                                                           | RedOne, Joker, Jonas Saeed, Pontus Söderqvist, Nailah Thourbourne, Nyanda Thourbourne, Tasha Thourbourne, Candace Thourbourne | RedOne, Jimmy Joker              | 3:29 |
| 8.    | Club Banger Nation                                                | RedOne, Hajji, Hamid | RedOne                           | 4:06 |
| 9.    | Power's Out                                                       | Terius Nash, Thaddis Harrell, Christopher Stewart                                                                             | The-Dream, C "Tricky" Stewart    | 4:10 |
| 10.   | Desperate                                                         | Scherzinger, RedOne, Hamid | RedOne                           | 3:27 |
| 11.   | Everybody                                                         | Scherzinger, RedOne, Adil Khayat, Junior, Hajji, Joker, BeatGeek, Trina Harmon                                                | RedOne, BeatGeek, Jimmy Joker    | 3:50 |
| 12.   | Heartbeat (Rudi Wells' Open Heart Remix)" (avec Enrique Iglesias) | Enrique Iglesias, Jamie Scott, Mark Taylor                                                                                    | Mark Taylor                      | 3:32 |
| 13.   | Casualty                                                          | Matthew Samuels, A. England, L. Rodrigues, B. Ryan, Z. Epstein                                                                | Boi-1da, Maven Boys              | 4:21 |
| 14.   | AmenJena                                                          | Harmon, Scherzinger | Trina Harmon                     | 5:22 |
| 55:10 |                                                                   | |                                  |      |

| 15. | Right There (avec 50 Cent) | Scheffer, Dean, Romano, Morris, 50 Cent | Jim Jonsin | 4:22 |